# MRPL39
MRPL39‏ (Mitochondrial ribosomal protein L39) هوَ بروتين يُشَفر بواسطة جين MRPL39 في الإنسان.